# Thomas Henry Huxley
Pour les articles homonymes, voir Huxley.
Thomas Henry Huxley, né le 4 mai 1825 à Ealing et mort le 29 juin 1895 à Eastbourne, est un biologiste, paléontologue et philosophe britannique.

## Œuvre scientifique

### Carrière et distinctions
Après des études de médecine à Londres il devient chirurgien naval, ce qui lui permet de voyager et de faire des études scientifiques, notamment sur les invertébrés marins de la région de l’Australie. Il quitte ensuite la Marine pour occuper divers postes académiques, notamment à la School of Mines (ancêtre de l’Imperial College).
Il est lauréat de la Royal Medal en 1852, de la médaille Copley en 1888, de la médaille linnéenne en 1890 et de la médaille Darwin en 1894.

### Biologie
À partir de 1859 il est l’un des plus ardents défenseurs des thèses de Charles Darwin. Ami du grand biologiste, il gagna le surnom du « bouledogue de Darwin » à la suite du débat d'Oxford en 1860. Huxley fut en effet rapidement convaincu par la théorie de l'évolution. Il publia en 1863 Evidence as to Man's Place in Nature (La Place de l'homme dans la nature) dans lequel il développa la thèse que les singes anthropoïdes sont les proches parents de l'Homme, ce qui lui valut des critiques de la part des non-évolutionnistes.

#### Les critiques de Kropotkine
Il s'attira aussi les critiques de l'anarchiste et géographe russe Pierre Kropotkine qui publia L'Entraide, un facteur de l'évolution en réponse aux thèses de Huxley voulant que la compétition et l'élimination des moins aptes soient les principaux facteurs d'évolution. Dans cet ouvrage, Kropotkine développe et illustre par de nombreux exemples une partie de la théorie de l'évolution, selon lui, injustement ignorée par Huxley : certaines espèces ont abandonné toute compétition interne et ont « opté » pour un soutien inconditionnel à leurs membres, sans cesser de se développer pour autant, au contraire, elles figurent parmi les plus « intelligentes » et celles ayant la plus grande longévité. La compétition ne serait donc pas le levier d'évolution le plus « efficace ».

#### Le fameux débat d'Oxford
À la suite de la publication de L'Origine des espèces (1859), le débat public le plus fameux a lieu à Oxford lors d'une réunion de l'Association britannique pour l'Avancement des Sciences. Deux jours après un débat sur l'hippocampe de Huxley avec Richard Owen, le professeur John William Draper prononce un long plaidoyer en faveur de Darwin et du progrès social ; c'est alors que l'évêque d'Oxford, Samuel Wilberforce, s'en prend à Darwin. Dans la discussion qui s'ensuit, Joseph Dalton Hooker prend énergiquement parti pour Darwin, ainsi que Thomas Huxley, qui se constitue comme le « bouledogue de Darwin ». Il fut en effet le défenseur le plus farouche de la théorie de l'Évolution à l'époque victorienne. Les deux partis se séparent en criant victoire chacun, mais Huxley reste célèbre par sa réponse. Comme Wilberforce lui avait demandé s'il descend bien du singe par son grand-père ou par sa grand-mère, Huxley rétorque : « c'est Dieu lui-même qui vient de le livrer entre mes mains » et il réplique qu'il « préférerait descendre d'un singe plutôt que d'un homme instruit qui utilisait sa culture et son éloquence au service du préjugé et du mensonge ».
Ses travaux l'avaient amené par ailleurs à considérer que l'homme n'était pas omnivore par nature (il était lui-même végétarien).

### Zoologie
Mais l'œuvre scientifique de Thomas Henry Huxley est d'abord celle d'un zoologiste qui apporta d'importantes contributions à la biologie des invertébrés puis des vertébrés.
Huxley publia de nombreux mémoires sur l'anatomie des poissons.
Il a travaillé sur les poissons fossiles, en particulier sur les crossoptérygiens qu'il a séparé des ganoïdes et des dipneustes.
Il démontra les parentés profondes existant entre reptiles et oiseaux qu'il réunit dans un groupe nommé les Sauropsides en 1864.
Dans son système d'arrangement des mammifères publié en 1880 en Grande-Bretagne et traduit en 1882 en France, Huxley décrit trois stades évolutifs mammaliens, nommés du plus primitif au plus évolué : Protothériens, Métathériens et Euthériens. Ces stades sont atteints de façon indépendante par les membres des différents ordres de mammifères connus.
Par ailleurs, Huxley donne au phénomène de convergence un rôle essentiel dans le processus évolutif.
Dans le domaine de la biogéographie, le terme de « ligne de Wallace » (ang. Wallace’s line) fut inventé en 1868 par Thomas Henry Huxley qui a proposé aussi une modification de son tracé, plaçant notamment à l'Est de celle-ci l'archipel des Philippines, afin de représenter plus fidèlement la distribution de certaines familles d'oiseaux.

#### Espèces et taxons décrits
- Sauropsida Huxley 1864[10]
- Hypsilophodon foxii (1869)

Sa célèbre erreur sur une substance qu'il crut pouvoir baptiser Bathybius haeckelii fut exploitée par les adversaires de la théorie de l'évolution.

### Vulgarisation scientifique
Il fut aussi un vulgarisateur de talent, par le biais notamment de conférences publiques, d’articles dans la presse spécialisée, et d’ouvrages à destination du grand public (comme Lessons in Elementary Physiology publiées en 1866 qui se vendent à 200 000 exemplaires, ou encore Premières notions sur les sciences en 1881).

## Huxley et la philosophie
Dans le domaine de la philosophie, Huxley a laissé sa trace comme fondateur de l'épiphénoménisme, qu'il développe pour la première fois en 1874 dans son article « On the hypothesis that animals are automata and its history » (en français : « Sur l'hypothèse selon laquelle les animaux sont des automates et l'histoire de cette théorie »). Cette théorie, qui porte sur les rapports supposés de l'esprit et du corps, peut se résumer de la façon suivante :
1. les états mentaux[Quoi ?] ne sont pas des états physiques ;
2. les états mentaux sont causés ou du moins déterminés par les états physiques du corps ;
3. les états mentaux ne peuvent rien causer par eux-mêmes (pas plus d'autres états mentaux que des états physiques).

De même, il est l'inventeur en 1869 du terme agnosticisme. L'agnosticisme soutient que l'absolu, c'est-à-dire l'origine, l'essence, la finalité des événements et des êtres, dont la nature des choses ou l'existence de Dieu, est inaccessible à l'intelligence humaine, inapte, dès lors, à toute affirmation ou négation. Huxley fut décrit par les religieux de son temps comme un athée (ce qui selon le point de vue des Églises, peut aussi bien signifier mauvais croyant qu'incroyant), mais rejeta cette qualification, s'estimant agnostique. Bien qu'il soit l'inventeur du terme agnostique, Luc Perino le définit comme athée. Richard Dawkins l'évoque comme agnostique dans Pour en finir avec Dieu, livre où il reprend des passages où T. H. Huxley définit et défend le concept d'agnosticisme.

## Distinctions
- Chevalier de l'ordre royal de l'Étoile polaire.

## Famille
Thomas Huxley fut le fondateur d'une grande famille d'académiciens britanniques, notamment, son petit-fils Aldous Huxley (écrivain), Sir Julian Huxley (premier directeur général de l’Unesco et fondateur du World Wildlife Fund), et Sir Andrew Huxley (physiologiste et lauréat du prix Nobel de physiologie ou médecine).
Son arrière petite-fille Selma Huxley est une historienne et géographe canadienne.

## Hommages
Une avenue du jardin botanique Sir Seewoosagur Ramgoolam à Maurice porte son nom.

Avenue Thomas H. Huxley.
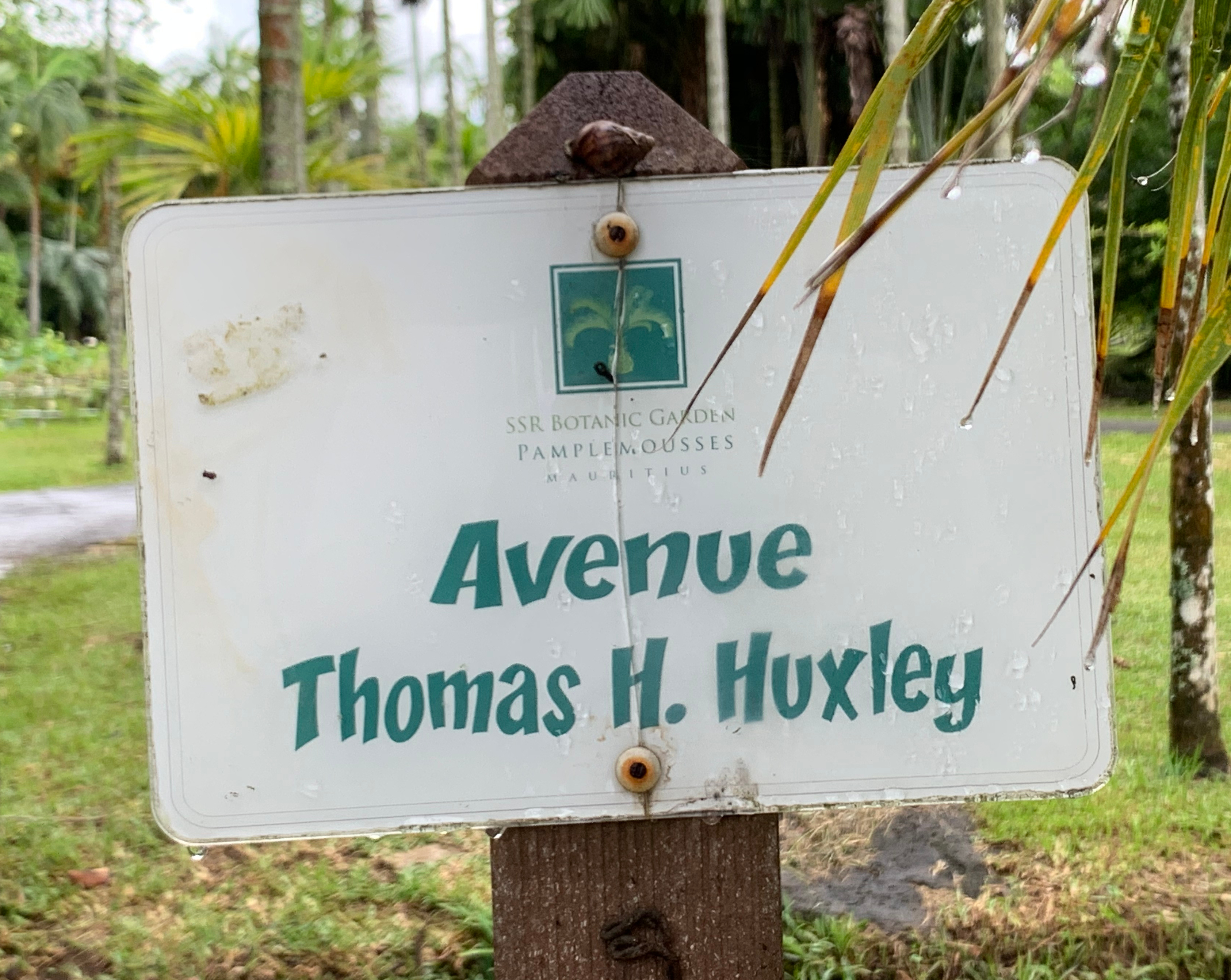
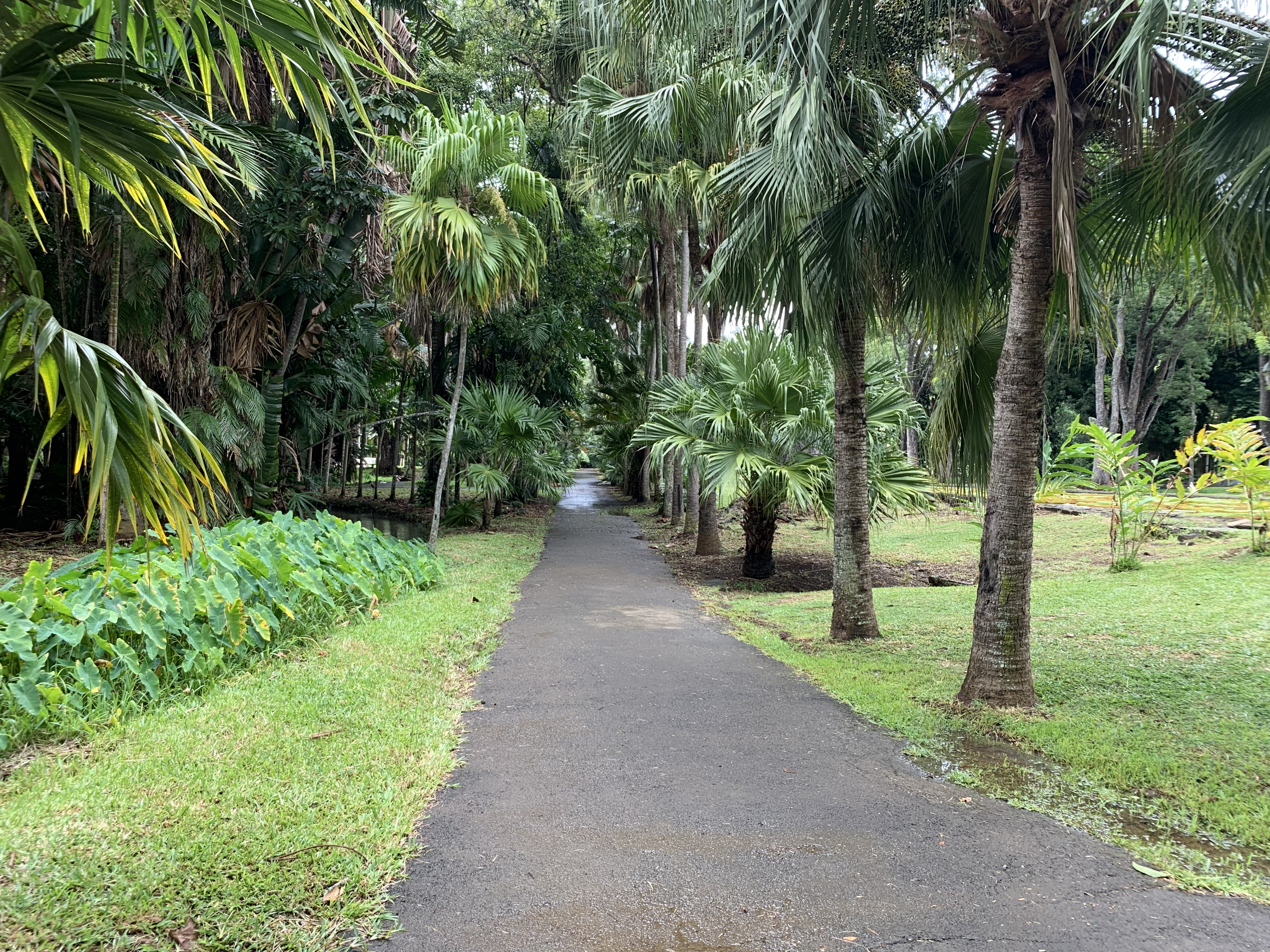

## Œuvres
- La Place de l'homme dans la nature, 1866.

- Éléments d'anatomie comparée des animaux vertébrés, 1875 sur Gallica.
- Les Sciences naturelles et les problèmes qu'elles font surgir, 1877 sur Gallica.
- Hume, sa vie, sa philosophie sur Gallica, Éd. Germer Baillière, coll. «Bibliothèque de philosophie contemporaine», 1880.
- L'écrevisse : introduction à l'étude de la zoologie, 1896 sur Gallica (1ère éd. en 1880 chez  Germer Baillière, coll. «Bibliothèque scientifique internationale»).
- Premières notions sur les sciences, 1881 sur Gallica.
- Physiographie, introduction à l'étude de la nature, 1882 sur Gallica.
- Les sciences naturelles et l'éducation, 1891 sur Gallica.
- Les problèmes de la géologie et de la paléontologie, 1892 sur Gallica.
- Les problèmes de la biologie, 1892 sur Gallica.
- L'évolution et l'origine des espèces, 1892 sur Gallica.
- Science et religion, 1893 sur Gallica.